# Nacht-Depesche
Nacht-Depesche war eine Berliner Straßenverkaufszeitung, die von 1949 bis 1972 in enger redaktioneller Kooperation mit der SPD-nahen Tageszeitung Telegraf in West-Berlin erschien.

## Geschichte
Das Boulevardblatt erschien erstmals am 2. Mai 1949 als Telegraf am Abend. Nach mehrmaliger Umbenennung in Depesche (8. April 1950) und Spät-Depesche (28. September 1950) erschien das Blatt am 23. Oktober 1950 erstmals unter seinem endgültigen Titel Nacht-Depesche.
Auf die zunehmende Konkurrenz im Berliner Zeitungsmarkt, nach Aufhebung des Lizenzzwangs im September 1949, reagierte der Verleger Arno Scholz mit der Gründung einer eigenen Abendzeitung. Während der Telegraf ein breites Publikum adressierte, fand die spätere Nacht-Depesche ihre Leser unter Westberliner Arbeitern, insbesondere den Anhängern der SPD.
Im Zuge der veränderten Ostpolitik änderte die Nacht-Depesche zusammen mit dem Telegraf ab 1969 ihre redaktionelle Ausrichtung. Ehemals antikommunistisch und pro-amerikanisch, wurde ab da die Annäherung an die Sowjetunion und die DDR propagiert.
Die der Frontstadt-Mentalität verhafteten Leser wandten sich anderen Boulevardzeitungen zu. Zwischen 1965 und 1972 sank die Auflage der Nacht-Depesche um 13.000 Exemplare.
Der Versuch, Nacht-Depesche und Telegraf aus Steuermitteln zu retten, scheiterte: Ein 1971 auf Initiative von Klaus Schütz organisierter niedrigverzinster Millionenkredit aus Bundesmitteln war umstritten und wurde sowohl politisch als auch in einer auf Pressefreiheit und Gleichbehandlung aller Medien gestützten Klage des Tagesspiegels angefochten. Die letzte Ausgabe erschien am 30. Juni 1972.